# トルキアローロ
トルキアローロ（イタリア語: Torchiarolo）は、イタリア共和国プッリャ州ブリンディジ県にある、人口約5,400人の基礎自治体（コムーネ）。

## 地理

### 位置・広がり

#### 隣接コムーネ
隣接するコムーネは以下の通り。括弧内のLEはレッチェ県所属を示す。
- レッチェ (LE)
- サン・ピエトロ・ヴェルノーティコ
- スクインツァーノ (LE)

## 行政

### 分離集落
トルキアローロには、以下の分離集落（フラツィオーネ）がある。
- Torre San Gennaro, Lido Presepe, Lendinuso